# Hilda Sour
Pour les articles homonymes, voir Sour (homonymie).
Hilda Sour (1915 - 6 juin 2003) est une actrice et chanteuse chilienne, qui a eu une longue carrière en Argentine et au Mexique.

## Carrière
Née au Chili, elle débute à l'âge de sept ans. Elle fait carrière au cinéma et au théâtre, jouant principalement des personnages antagonistes. Pendant la décennie d'or du cinéma argentin, on la voit avec Pedro Laxalt, María Félix, Carlos Gardel, Olinda Bozán, Ben Ami, Imperio Argentina, Maricarmen, Mauritz Walsh, Luis Arata, Elsa del Campillo, Agustín Lara, Niní Marshall, Alicia Barrié, Pepita Serrador, María Duval, Elisa Labardén, Blanquita Orgaz, Roberto García Ramos, Eva Duarte, Marga López et Silvana Roth. Elle apparaît dans le premier film sonore chilien, Norte y sur, réalisé par Jorge Delano, aux côtés d'Alejandro Flores et Guillermo Yánquez. Sur scène, on la voit avec Olga Fariña, Rebequita Gallardo et Jorge Princesses. Elle meurt au Chili en 2003.

## Filmographie
- 1934 : Norte y sur
- 1938 : Mujeres que trabajan
- 1938 : Jettatore
- 1939 : Divorcio en Montevideo
- 1939 : El solterón
- 1939 : Margarita, Armando y su padre
- 1939 : Retazo
- 1940 : Casamiento en Buenos Aires (en) de Manuel Romero
- 1941 : Soñar no cuesta nada (es)
- 1942 : Amor último modelo
- 1943 : La juventud manda
- 1943 : Las sorpresas del divorcio
- 1948 : Señora tentación
- 1948 : Nocturne of Love (en)
- 1949 : Callejera : Luisa
- 1950 : Mujeres en mi vida
- 1950 : Cuide a su marido
- 1951 : One Who's Been a Sailor
- 1968 : Chau amor
- 1971 : El afuerino